# 지방 생합성
지방 생합성(脂肪生合成, 영어: lipogenesis) 또는 지방 생성(脂肪生成)은 지방으로 저장되기 위해 아세틸-CoA가 트라이글리세라이드로 전환되는 대사 과정이다. 지방의 트라이글리세라이드는 세포질의 지질 방울 내에 저장된다. 이 과정은 탄수화물, 지방산, 에탄올의 대사로부터 에너지를 전달하는 데 사용되는 유기 화합물인 아세틸-CoA로부터 시작된다. 시트르산 회로를 통해 아세틸-CoA는 분해되어 ATP를 생성하며, ATP는 단백질 합성 및 근육 수축을 포함한 많은 대사 과정의 에너지원이다.

## 같이 보기
- β 산화
- 지방산 합성